# Eulaira simplex
Eulaira simplex là một loài nhện trong họ Linyphiidae.
Loài này thuộc chi Eulaira. Eulaira simplex được Ralph Vary Chamberlin miêu tả năm 1919.